# Ice Age. El gran cataclisme
Ice Age: el gran cataclisme (títol original en anglès: Ice Age: Collision Course) és una pel·lícula d'animació estatunidenca estrenada el 2016. Es tracta del cinquè lliurament de la saga ambientada a l'edat de gel. La pel·lícula ha estat dirigida per Mike Thurmeier i Galen T. Chu i produïda per la 20th Century Fox / Blue Sky Studios. La banda sonora de la pel·lícula la va compondre John Powel. Aquesta pel·lícula ha estat doblada al català.
La saga la formen Ice Age: L'edat de gel (2002), Ice Age 2: El desglaç (2006), Ice Age 3: L'origen dels dinosaures (2009) i Ice Age 4: La formació dels continents (2012) i Ice Age. El gran cataclisme, que és el cinquè i últim títol.

## Argument
La pel·lícula comença amb Scrat, l'amant de les glans. El hilarant personatge organitza un embolic de proporcions còsmiques quan, en plena persecució de la seva estimada gla, acaba fent un viatge a l'espai. Aquest desplaçament provocarà una reacció en cadena que es convertirà en una amenaça per al planeta. Scrat cau en una nau espacial i, accidentalment, l'encén donant inici al seu viatge. Després d'intentar enterrar la seva gla en un asteroide, provocarà que un meteorit gegant es dirigeixi cap a la terra. Manny, Sid, Diego i la resta de la colla es veuran obligats a deixar la seva llar i embarcar-se en un emocionant viatge ple de rialles, desventures i nous descobriments. Terres exòtiques i un grapat de nous personatges esperen a aquests peculiars herois que s'hauran d'enfrontar a un nou enemic que resultarà ser com un germà per a un dels protagonistes, per tal de salvar al nostre món del desastre.

## Estrena i recaptació
La pel·lícula va ser estrenada als cinemes dels Estats Units el 22 de juliol del 2016, i és una de les que va recaptar més fons durant aquell any. A nivell mundial, es va deixar de projectar el 3 de novembre del 2016, havent recaptat un total de 408.579.038 milions de dòlars.
A Catalunya es va poder veure a 30 sales.